# Morawinek
Morawinek – dawniej samodzielna wieś, obecnie część Rejowca Fabrycznego, w województwie lubelskim, w powiecie chełmskim. Leży w środkowo-zachodniej części miasta, wzdłuż ulicy Chełmskiej na zachód od ulicy Lubelskiej. Morfologicznie jest to typowa ulicówka, aczkolwiek okalona przedwojennym kamienicami i gmachami urzędów, wybudowanych w związku z rozwojem przemysłu cementowego w regionie. Znajduje się tu parafia p.w. Matki Bożej Wspomożenia Wiernych oraz stacja kolejowa Rejowca i Rejowca Fabrycznego.
Od 1867 wieś w gminie Rejowiec, w powiecie chełmskim w województwie lubelskim, gdzie 20 października 1933 utworzył gromadę Morawinek w granicach gminy Rejowiec, składającą się z osady Morawinek, osady Firlej Cementownia oraz stacji kolejowej Rejowiec.
Podczas II wojny światowej w Generalnym Gubernatorstwie (dystrykt lubelski), gdzie w 1943 roku liczył 430 mieszkańców. Po wojnie powrócono do stanu sprzed wojny, a Morawinek stanowił jedną z 25 gromad gminy Rejowiec w województwie lubelskim
W związku z reorganizacją administracji wiejskiej jesienią 1954 Morawinek wszedł w skład nowo utworzonej gromady Morawinek w powiecie chełmskim, dla której ustalono 26 członków gromadzkiej rady narodowej.
1 stycznia 1958 gromadę Morawinek przekształcono w osiedle o nazwie Rejowiec Fabryczny, przez co Morawinek stał się integralną częścią Rejowca Fabrycznego, a w związku z nadaniem Rejowcowi Fabrycznemu praw miejskich 18 lipca 1962 – częścią miasta.